# Шанін Олександр Михайлович
Шанін Олександр Михайлович (1898, Озерецьке, сучасний Сергієво-Посадський район — 14 серпня 1937, Москва) — радянський діяч органів безпеки, комісар державної безпеки 2-го рангу (1935). Начальник транспортного відділу ГУДБ НКВС СРСР.

## Біографія
Шанін походив із селян, закінчив земське початкове училище. Трудову діяльність розпочав у 1904 році, працюючи в трактирі. У 1915–1918 рр. служив в армії у званні рядового 191 піхотного полку і вогнеметно-хімічного батальйону.
У 1918 р. вступив до партії більшовиків. У 1919–1920 роках перебував у РСЧА. З 1920 р. — в органах держбезпеки. До 1922 р. Шанін був завідувачем відділом особового складу Управління справами ВЧК, до 1930 р. — начальником відділу Центральної реєстратури ГПУ-ОДПУ. Одночасно він обіймав посади секретаря Секретно-оперативного управління ОДПУ, секретаря Колегії ОДПУ і заступника начальника Адміністративно-організаційного управління.
7 квітня 1937 р. Шанін був відсторонений від посади, 22 квітня заарештований, а 14 серпня засуджений до смертної кари і в той же день розстріляний.